# Hesydrus caripito
Hesydrus caripito là một loài nhện trong họ Trechaleidae.
Loài này thuộc chi Hesydrus. Hesydrus caripito được miêu tả năm 2005 bởi Carico.